# Беляев, Андрей Андреевич (протоиерей)
Андрей Андреевич Беляев (1847—1918) — протоиерей Русской православной церкви, ректор Вифанской духовной семинарии.

## Биография
Родился в 1847 году в Москве в семье священника Андрея Егоровича Беляева (ок. 1815 — апрель 1847), клирика церкви Космы и Дамиана в Нижних Садовниках.
Учился в Московской духовной семинарии (1862—1868) и в Московской духовной академии (1868—1872).
В 1872 году, по окончании курса академии 1-м магистрантом исторического отделения был назначен преподавателем церковной истории в Черниговскую духовную семинарию. Но уже в 1873 году переведён смотрителем Кинешемского духовного училища. В 1875 году он стал преподавать церковную историю в Вифанской духовной семинарии, а в декабре того же года ему было поручено преподавание также и немецкого языка.
В связи выходом в отставку профессора Е. Е. Голубинского в 1895/1896 учебном году он временно преподавал Историю русской церкви в Московской духовной академии. Был также цензором изданий типографии Троице-Сергиевой лавры.
В 1899 году был назначен ректором Вифанской духовной семинарии, рукоположён во священника и возведён в сан протоиерея. Должность ректора семинарии исполнял до 1908 года, когда был назначен настоятелем Троицкой церкви на Грязех в Москве.
Скончался в 1918 году от голода. Похоронен на Пятницком кладбище (14 участок).
Его статьи печатались в «Богословском вестнике».

## Семья
В 1879 году венчался с Елизаветой Сергеевной Модестовой, дочерью протоиерея. У них было три сына и две дочери. Старшая дочь София была замужем за известным духовным композитором священником Георгием Извековым.